# Zharnel Hughes
Zharnel Hughes (* 13. Juli 1995 in Sandy Ground, Anguilla) ist ein britischer Leichtathlet anguillanischer Herkunft, der sich auf den Sprint spezialisiert hat. Er wurde 2018 Europameister über 100 Meter sowie 2022 über 200 Meter und siegte 2018 und 2022 mit der britischen 4-mal-100-Meter-Staffel. Zudem gewann er mit der Staffel 2019 die Silbermedaille bei den Weltmeisterschaften und 2022 eine Bronzemedaille. Im Jahr 2023 stellte er über 100 und 200 Meter neue britischen Landesrekorde auf.

## Sportliche Laufbahn
Erste internationale Erfahrungen sammelte Zharnel Hughes bei den CARIFTA-Games 2010 in George Town, bei denen er in der U17-Wertung den achten Platz über 100 Meter belegte. Ein Jahr später belegte er bei den Spielen in Montego Bay den sechsten Platz. 2012 gewann er bei den CARIFTA-Games in Hamilton die Bronzemedaille über 100 Meter und belegte über 200 Meter Rang vier in der U20-Wertung. Anschließend gewann er bei den Zentralamerika- und Karibikjuniorenmeisterschaften in San Salvador in der U18-Wertung die Goldmedaille im 200-Meter-Lauf sowie Silber über 100 Meter. Er qualifizierte sich in beiden Disziplinen für die Juniorenweltmeisterschaften in Barcelona und gelangte dort beide Male bis in das Halbfinale. 2013 gewann er den 100-Meter-Lauf bei den CARIFTA-Games in Nassau und wurde Vierter über 200 Meter. Bei den Zentralamerika- und Karibikspielen in Morelia wurde er Siebter über 100 Meter. Anschließend gewann er bei den Panamerikanischen Juniorenmeisterschaften in Medellín die Goldmedaille über diese Distanz.
2014 gewann er bei den Zentralamerika- und Karibikjuniorenmeisterschaften in Morelia den Titel über 200 Meter in einer neuen Meisterschaftsrekordzeit von 20,33 s. Bei den Juniorenweltmeisterschaften in Eugene wurde er Fünfter. 2015 wurde Hughes britischer Meister über 200 Meter und qualifizierter sich für die Weltmeisterschaften in Peking, bei denen er im Finale mit 20,02 s den fünften Platz belegte. 2016 erfolgte das Erstrundenaus bei den Europameisterschaften in Amsterdam und er konnte sich auch nicht für die Olympischen Spiele in Rio de Janeiro qualifizieren. 2017 gelangte er mit der britischen 4-mal-100-Meter-Staffel bei den World Relays auf den Bahamas in das Finale, musste den Lauf aber vorzeitig abbrechen. Bei den Weltmeisterschaften in London gelangte er über 200 Meter bis in das Halbfinale.
2018 nahm er an den Commonwealth Games im australischen Gold Coast teil und siegte dort ursprünglich über 200 Meter vor Jereem Richards aus Trinidad und Tobago. Er wurde jedoch im Nachhinein wegen des Blockierens eines anderen Läufers disqualifiziert und musste somit seine Medaille abgeben. Am letzten Tag der Spiele gewann er mit der englischen 4-mal-100-Meter-Staffel in 38,13 s die Goldmedaille vor Südafrika und Jamaika. Hughes qualifizierte sich über 100 Meter für die Europameisterschaften in Berlin und gewann dort im Finale mit neuem Meisterschaftsrekord von 9,95 s die Goldmedaille vor seinem Landsmann Reece Prescod und dem Türken Jak Ali Harvey. Einen weiteren Europameistertitel holte er mit der britischen 4-mal-100-Meter-Staffel. 2019 wurde er in 9,95 s Zweiter bei den Müller Anniversary Games und belegte im Herbst bei den Weltmeisterschaften in Doha in 10,03 s im Finale den sechsten Platz und schied über 200 Meter mit 20,30 s im Halbfinale aus. Zudem gewann er in 37,36 s gemeinsam mit Adam Gemili, Richard Kilty und Nethaneel Mitchell-Blake die Silbermedaille hinter den Vereinigten Staaten. 2021 wurde er in 10,13 s Dritter beim Müller British GP und gelangte anschließend bei den Olympischen Sommerspielen in Tokio bis ins Finale über 100 Meter und wurde dort wegen eines Fehlstarts disqualifiziert.
2022 gewann er bei den Weltmeisterschaften in Eugene in 37,83 s im Finale gemeinsam mit Jona Efoloko, Nethaneel Mitchell-Blake und Reece Prescod die Bronzemedaille hinter den Teams aus den Vereinigten Staaten und Kanada. Kurz darauf gewann er bei den Commonwealth Games in Birmingham in 20,12 s die Silbermedaille über 200 Meter hinter Jereem Richards aus Trinidad und Tobago und siegte dort in 38,35 s gemeinsam mit Jona Efoloko, Nethaneel Mitchell-Blake und Ojie Edoburun mit der englischen 4-mal-100-Meter-Staffel. Im August siegte er bei den Europameisterschaften in München in 20,07 s über 200 Meter und sicherte sich in 9,99 s die Silbermedaille über 100 Meter hinter dem Italiener Marcell Jacobs. Zudem siegte er mit der britischen Staffel in 37,67 s gemeinsam mit Jeremiah Azu, Jona Efoloko und Nethaneel Mitchell-Blake und stellte damit einen neuen Meisterschaftsrekord auf. Im Jahr darauf siegte er in 9,83 s beim USATF NYC Grand Prix und stellte damit einen neuen britischen Landesrekord auf. Im August gewann er dann bei den Weltmeisterschaften in Budapest in 9,88 s die Bronzemedaille hinter dem US-Amerikaner Noah Lyles und Letsile Tebogo aus Botswana und belegte über 200 Meter in 20,02 s den vierten Platz. Zudem gelangte er auch mit der Staffel mit 37,80 s auf den vierten Platz. Kurz darauf wurde er bei Weltklasse Zürich in 19,94 s Dritter über 200 Meter und gelangte beim Memorial Van Damme mit 19,82 s auf Rang zwei. Bei den World Athletics Relays 2024 auf den Bahamas wurde er in 38,45 s Fünfter über 4-mal 100 Meter. Anschließend siegte er in 19,96 s über 200 Meter beim Jamaica Athletics Invitational Meet. Im August schied er bei den Olympischen Sommerspielen in Paris mit 10,01 s im Halbfinale über 100 Meter aus und gewann mit der Staffel in 37,61 s gemeinsam mit Jeremiah Azu, Louie Hinchliffe und Nethaneel Mitchell-Blake die Bronzemedaille hinter den Teams aus Kanada und Südafrika.
In den Jahren 2015 und 2023 wurde Hughes britischer Meister im 200-Meter-Lauf sowie 2023 auch über 100 Meter.

## Persönliche Bestzeiten
- 100 Meter: 9,83 s (+1,3 m/s), 24. Juni 2023 in New York City (britischer Rekord)
- 200 Meter: 19,73 s (+1,6 m/s), 23. Juli 2023 in London (britischer Rekord)